# Aicardo da Cornazzano
Aicardo da Cornazzano (né à Parme en Émilie-Romagne,  Italie) est un pseudo-cardinal italien du XIIe siècle.

## Biographie
Aicardo da Cornazzano est prévôt à Parme, mais il est expulsé comme évêque en 1167. Il est podestat de la ville de Parme en 1164 et est de nouveau prévôt de Parme en 1178. Il ne participe pas à l'élection de l'antipape Pascal III  en 1164.
L'antipape Victor IV le crée pseudo-cardinal lors du consistoire du 29 décembre 1160.  En 1162, il est nommé évêque de Parme.